# Flesh for Lulu
I Flesh for Lulu furono un gruppo rock inglese formatosi a Brixton, Londra, attivo tra il 1982 e il 1992.

## Storia dei Flesh for Lulu
Nick Marsh (voce e chitarra) e James Mitchell (batteria) formarono la band unendosi all'ex Wasted Youth Rocco Barker (chitarra e voce) e Glen Bishop (basso),  prendendo il nome da un cult movie americano. La band fu ben accolta da John Peel nel suo programma, ed in seguito firmarono con la Polydor Records nel 1983. Di li a poco il bassista Glen Bishop lasciò la band per unirsi agli Under Two Flags, e fu sostituito da Kevin Mills (ex Specimen).

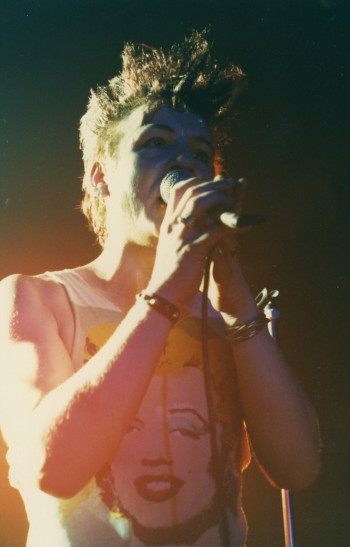
Nick Marsh sul palco di San Francisco nel 1987

Con la Polydor Records, i Flesh for Lulu pubblicarono prima l'EP Roman Candle (1983) che ebbe un buon successo di vendite, poi il loro primo omonimo album (1984), che, a causa delle basse vendite decretò lo scioglimento del contratto con l'etichetta. Nel 1985, la band firmò così per Hybrid Records e pubblicò il mini LP Blue Sisters Swing, prodotto con Craig Leon. L'immagine di copertina di due suore che si baciano ha portato l'album a essere censurato sia negli Stati Uniti che in Europa. In seguito a questo fatto, i Flesh for Lulu passarono alla Statik Records, con la quale pubblicarono Big Fun City nello stesso anno.
L'anno successivo, la band firmò con la Beggars Banquet Records, e la loro canzone I Go Crazy fu inserita nella colonna sonora del film Un meraviglioso batticuore e ricevette alcune trasmissioni radiofoniche sulle stazioni radio rock americane. Anche grazie a questo i Flesh for Lulu fecero un tour di successo negli Stati Uniti.
Nel 1989 i Flesh for Lulu il brano Decline and Fall divenne uno dei primi 15 successi nella nuova classifica Modern Rock Tracks. L'anno successivo, Time and Space, scritto dal nuovo membro Del Strangefish (ex-Peter and the Test Tube Babies) fu il loro più grande successo negli Stati Uniti, raggiungendo la top 10 della classifica Modern Rock. Dopo che la Capitol Records lasciò la band, e dopo il fallimento della successiva Hollywood la band si sciolse con Nick Marsh che affermò: "Il motivo per cui i Flesh si sono davvero sciolti è perché non c'era determinazione... per riproporre il più antico cliché di tutti, c'erano delle divergenze musicali. È vero, c'erano due distinte vie di pensiero".

## Discografia

### Album
- Flesh for Lulu (1984, Polydor)
- Big Fun City (1985, Statik)
- Idol EP (1986, Beggars Banquet)
- Long Live the New Flesh (1987, Beggars Banquet UK, Capitol US)
- Plastic Fantastic (1989, Beggars Banquet UK, Capitol US)
- Gigantic (2007) (1996's Gigantic 'Disenchanted' album reissued under Flesh for Lulu name)
- The Best of Flesh for Lulu [Re-Recorded] (2009, Corporate-Risk Products)

### Singoli ed EP
- Roman Candle EP (1983, Polydor)
- "Roman Candle" (1983, Polydor)
- "Subterraneans" (1984, Polydor)
- "Restless" (1984, Polydor)
- Blue Sisters Swing EP (1985, Hybrid)
- "Baby Hurricane" (1985, Statik)
- "Idol" (1986, Beggars Banquet)
- "I Go Crazy" (1987, Beggars Banquet)
- "Siamese Twist" (1987, Beggars Banquet)
- "Postcards from Paradise" (1987, Beggars Banquet)
- "Decline and Fall" (1989, Beggars Banquet) #15 Billboard Modern Rock
- "Time and Space" (1990, Beggars Banquet) #9 Billboard Modern Rock
- "Every Little Word" (1990 Promo, Capitol)
- "She Was" (1991 Promo, MCA)
- "Cold Flame/Big Love" (2007, Corporate-Risk Products)

### Compilation
- Nintendo: White Knuckle Scorin' (1991) "She Was"

### Brani in colonne sonore
- Un meraviglioso batticuore (1987) "I Go Crazy"
- Io e zio Buck (1989) "Slide", "Slowdown"
- Flashback (1990) "Next Time (I'll Dream of You)"
- Karate Kid 4 (1994) "Mystic Trader"